# Журавлёва, Анастасия Сергеевна
Анастасия Сергеевна Журавлёва (урожд. Кирбятева) (род. 9 октября 1981 года) — легкоатлетка Узбекистана.

## Карьера
В начальной школе сочетала учёбу и секцию по теннису. Перейдя в среднюю школу № 18, начала заниматься в секции по легкой атлетике у тренера Лебединской Валентины Александровны.
В 1998—2003 годах обучалась в Узбекском Государственном институте физической культуры на факультете тренер-преподаватель.
Имеет спортивное звание мастера спорта международного класса в тройном прыжке и в прыжках в длину.
С 1998 года является членом сборной команды Республики Узбекистан по лёгкой атлетике.
C 2002 года тренируется у Казакова Валерия Николаевича.
С марта 2004 года состоит на действительной военной службе по контракту в ВС РУ в МХСК МО РУ. Имеет звание младший сержант.
Участница трёх Олимпийских игр 2004, 2008 и 2012 годов.
Участница Чемпионатов мира 2003, 2005, 2007, 2011 годов и Чемпионатов мира в помещении 2002 и 2006 годов.
Победитель и призёр множества континентальных и национальных турниров.

## Результаты
| Год                     | Соревнование                 | Место проведения        | Дисциплина              | Место                   | Результат               |
| Представляет Узбекистан | Представляет Узбекистан      | Представляет Узбекистан | Представляет Узбекистан | Представляет Узбекистан | Представляет Узбекистан |
| ----------------------- | ---------------------------- | ----------------------- | ----------------------- | ----------------------- | ----------------------- |
| 1999                    | Чемпионат Азии среди юниоров | Сингапур                | 4                       | Тройной прыжок          | 12.71 м                 |
| 2000                    | Чемпионат мира среди юниоров | Сантьяго                | 24                      | Прыжок в длину          | 5.52 м                  |
| 2000                    | Чемпионат мира среди юниоров | Сантьяго                | 24                      | Тройной прыжок          | 11.96 м                 |
| 2003                    | Центрально-Азиатские игры    | Душанбе                 | 1                       | Прыжок в длину          | 6.28 м                  |
| 2003                    | Центрально-Азиатские игры    | Душанбе                 | 1                       | Тройной прыжок          | 13.55 м                 |
| 2003                    | Чемпионат мира               | Париж                   | 16                      | эстафета 4×100 метров   | 45.74                   |
| 2003                    | Чемпионат мира               | Париж                   | -                       | Тройной прыжок          | NM                      |
| 2003                    | Чемпионат Азии               | Манила                  | 1                       | Прыжок в длину          | 6.53 м                  |
| 2003                    | Чемпионат Азии               | Манила                  | 2                       | Тройной прыжок          | 14.21 м                 |
| 2004                    | Чемпионат мира в помещении   | Москва                  | 20                      | Тройной прыжок          | 13.92                   |
| 2004                    | Олимпийские игры             | Афины                   | 27                      | Прыжок в длину          | 6.39 м                  |
| 2004                    | Олимпийские игры             | Афины                   | 27                      | Тройной прыжок          | 13.64 м                 |
| 2005                    | Чемпионат мира               | Хельсинки               | 15                      | Тройной прыжок          | 13.97 м                 |
| 2005                    | Чемпионат Азии               | Инчхон                  | 7                       | Прыжок в длину          | 6.38 м                  |
| 2005                    | Чемпионат Азии               | Инчхон                  | 2                       | Тройной прыжок          | 14.14 м                 |
| 2006                    | Чемпионат мира в помещении   | Москва                  | 17                      | Тройной прыжок          | 13.58 м                 |
| 2006                    | Кубок мира                   | Афины                   | 5                       | Тройной прыжок          | 14.54 м                 |
| 2006                    | Азиатские игры               | Доха                    | 2                       | Тройной прыжок          | 14.26 м                 |
| 2007                    | Чемпионат мира               | Осака                   | 27                      | Тройной прыжок          | 13.31 м                 |
| 2008                    | Олимпийские игры             | Пекин                   | 29                      | Тройной прыжок          | 13.36 м                 |
| 2010                    | Азиатские игры               | Гуанчджоу               | 6                       | Тройной прыжок          | 13.38 м                 |
| 2011                    | Чемпионат Азии               | Кобе                    | 5                       | Тройной прыжок          | 13.88 м                 |
| 2011                    | Чемпионат мира               | Тэгу                    | 18                      | Тройной прыжок          | 14.00 м                 |
| 2012                    | Олимпийские игры             | Лондон                  | 29                      | Тройной прыжок          | 13.54 м                 |
| 2013                    | Чемпионат Азии               | Пуна                    | 2                       | Прыжок в длину          | 6.36 м                  |
| 2013                    | Чемпионат Азии               | Пуна                    | 1                       | Тройной прыжок          | 14.18 м                 |
| 2013                    | Чемпионат мира               | Москва                  | 19                      | Тройной прыжок          | 13.32 м                 |
| 2014                    | Чемпионат Азии в помещении   | Ханчжоу                 | 5                       | Прыжок в длину          | 6.15 м                  |
| 2014                    | Чемпионат Азии в помещении   | Ханчжоу                 | 1                       | Тройной прыжок          | 13.60 м                 |
| 2014                    | Азиатские игры               | Инчхон                  | 7                       | Тройной прыжок          | 13.64 м                 |
| 2015                    | Чемпионат Азии               | Ухань                   | 12                      | 5.92 м                  |                         |